# Erysimum carniolicum
Erysimum carniolicum là một loài thực vật có hoa trong họ Cải. Loài này được Doell. mô tả khoa học đầu tiên năm 1827.